# Khon
Khon (tailandés:โขน) es un género dramático de danza tailandesa. Ha sido representado desde los tiempos del reino de Ayutthaya.
Tradicionalmente es interpretado sólo en la corte real por hombres enmascarados acompañados por narradores y un conjunto tradicional de piphat. Una variación de este género con artistas femeninas es llamado khon phu ying (โขนผู้หญิง).
En 2018 en su 13º reunión, fue inscrito como patrimonio cultural inmaterial de la humanidad por la UNESCO.

## Historia
El Khon es un baile tradicional de Tailandia que combina varias artes. No existe evidencia exacta sobre su fecha de origen, pero es mencionado en el poema narrativo Lilit Phra Lo, que fue escrito antes de la era del rey Narai Maharaj.
La evidencia de histórica indica que el arte teatral tailandés debió haber evolucionado alrededor del siglo XVII. En 1687, Luis XIV de Francia envió al diplomático Simon de la Loubère a registrar todo lo que vio en el reino de Siam. En su famoso relato Du Royaume de Siam, Loubère observó cuidadosamente el teatro siamés del siglo XVII, incluyendo una épica batalla de una representación Khon, y describió lo que vio con gran detalle:

Los siameses tienen tres tipos de obras de teatro: lo que ellos llaman Cone [khôn], es una figura de baile, al son del violín y otros instrumentos. Los bailarines están enmascarados y armados, y representan más un combate que un baile. Y aunque cada uno realiza movimientos altos y posturas extravagantes, no dejan de mezclar continuamente alguna palabra. La mayoría de sus máscaras son horribles y representan bestias monstruosas o demonios. El acto que ellos llaman Lacone es un poema que entremezcla épica con drama, que dura tres días, desde las ocho de la mañana a las siete de la noche. Son historias en verso, serias y cantadas por varios actores siempre presentes, y que solo cantan recíprocamente. El Rabam es una danza doble de hombres y mujeres, que no es marcial, sino galante... pueden actuar sin interactuar mucho, porque su forma de bailar es una simple marcha, muy lenta, y sin ningún movimiento complicado; pero con muchas contorsiones lentas del cuerpo y los brazos.

De la vestimenta de los bailarines siameses, Loubère registró que:

Aquellos que bailan Radam y Cone tienen sombreros dorados de papel altos y puntiagudos, pero cuelgan debajo de las orejas, que van adornadas con piedras falsas y colgantes dorados.

El origen de la palabra Khon no se conoce con precisión, pero hay cuatro teorías. Primero, en Beguela Kalinin aparece la palabra "kora" o "khon", que es el nombre de un instrumento musical hecho de cuero hindu. Su forma y apariencia son similares a las del tambor. Fue muy popular en interpretaciones tradicionales locales. En el idioma tamil, "khon" deriva de la palabra "kholl", que se acerca a "goll" o "gollumn" en tamil. Estas palabras tamiles refieren a la vestimenta o decorado del cuerpo de la cabeza a los pies que se usan en las representaciones de Khon. "Khon" en Irán deriva de las palabras "zurat khan", que significa "muñeca de manos" o "marioneta", usados en presentaciones locales. Sus canciones eran similares al actual Khon.

## Personajes
Los roles en el Khon están dictados por una larga tradición. Los personajes principales son los héroes, las heroínas, los ogros, y los monos. Los monos son algunos de los roles más importantes. El personaje mono más conocido en la historia es el guerrero Hanuman.
El Khon moderno contiene muchos elementos del lakhon nai, y hoy incluye artistas femeninas interpretando personajes anteriormente interpretados por hombres. Mientras que el mono y el ogro llevan máscaras, la mayoría de personajes humanos no. 

## Actuaciones
El Khon está basado en los cuentos de la épica Ramakien (adaptación tailandesa de la épica india Ramayana), ya que la cultura y el arte tailandeses se inspiran en las artes y leyendas indias. Originalmente, el Khon Ramakien sólo podía ser interpretado por hombres. Las mujeres actuaban sólo como ángeles y diosas. En el pasado, el Khon era interpretado solo por la familia real, con los hijos del rey actuando como monos y demonios. El Khon tailandés hace hincapié en movimientos de baile realistas, especialmente el mono, que se centra en la belleza y en posturas de baile finas.

## Galería

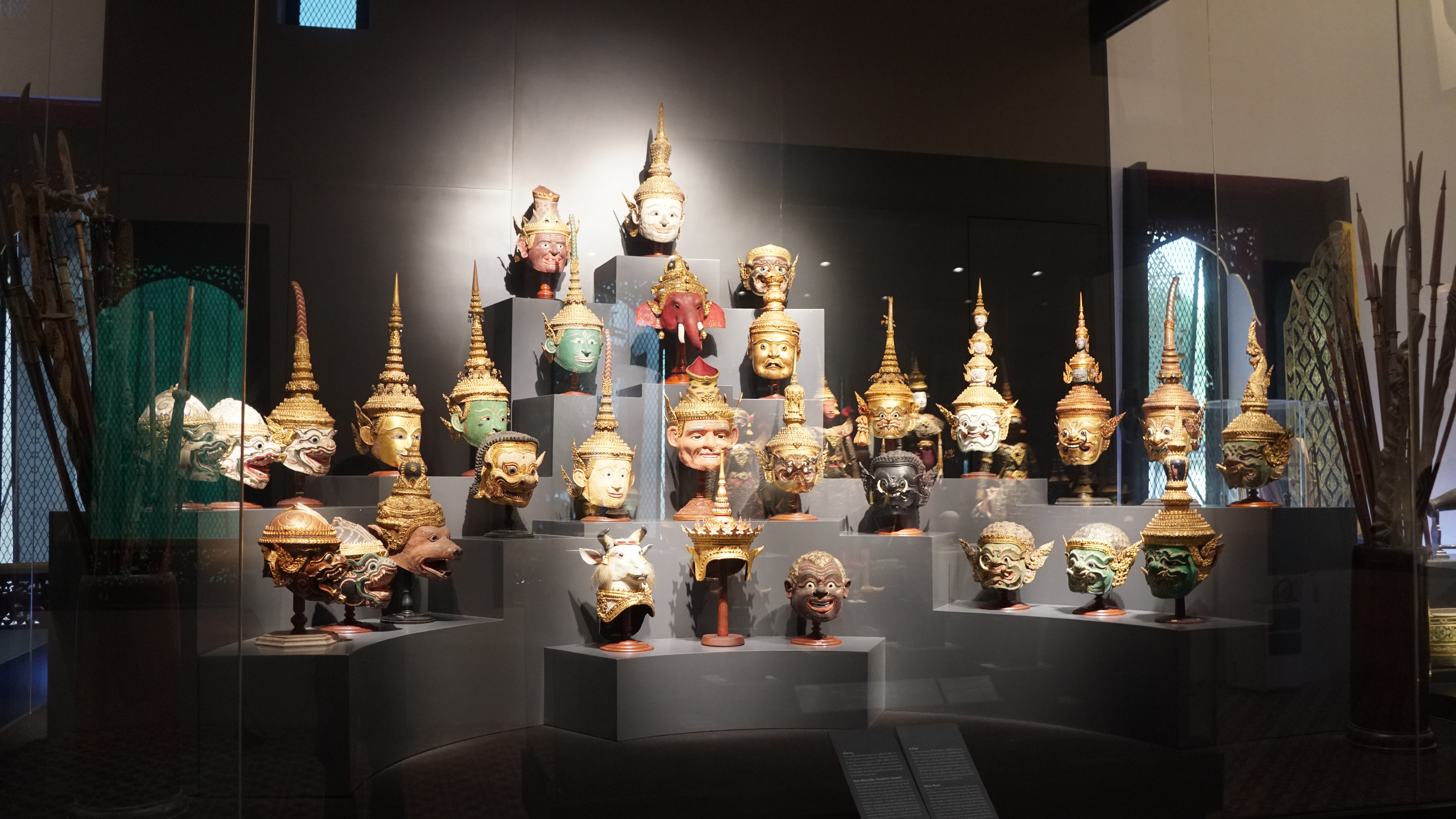
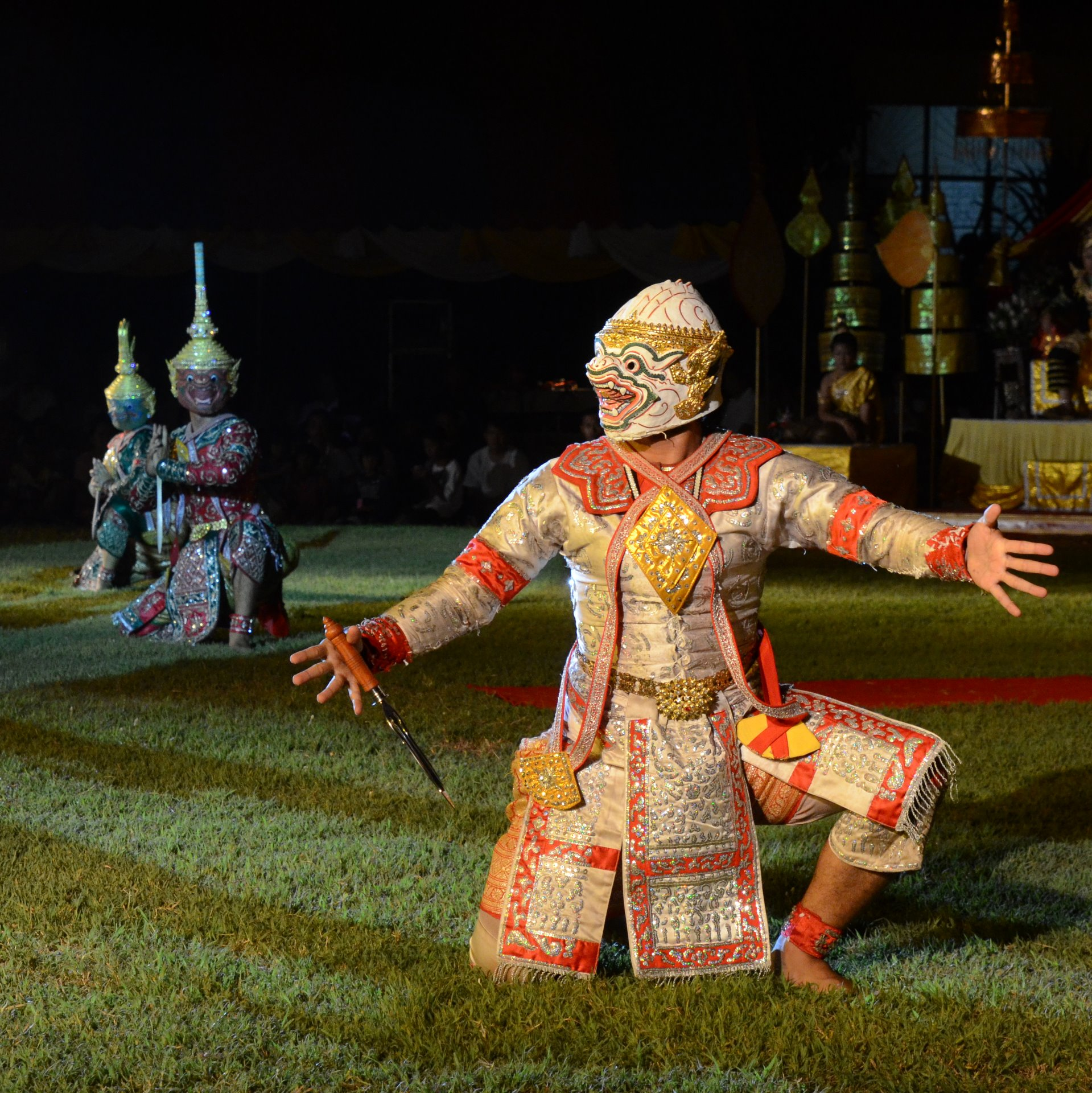
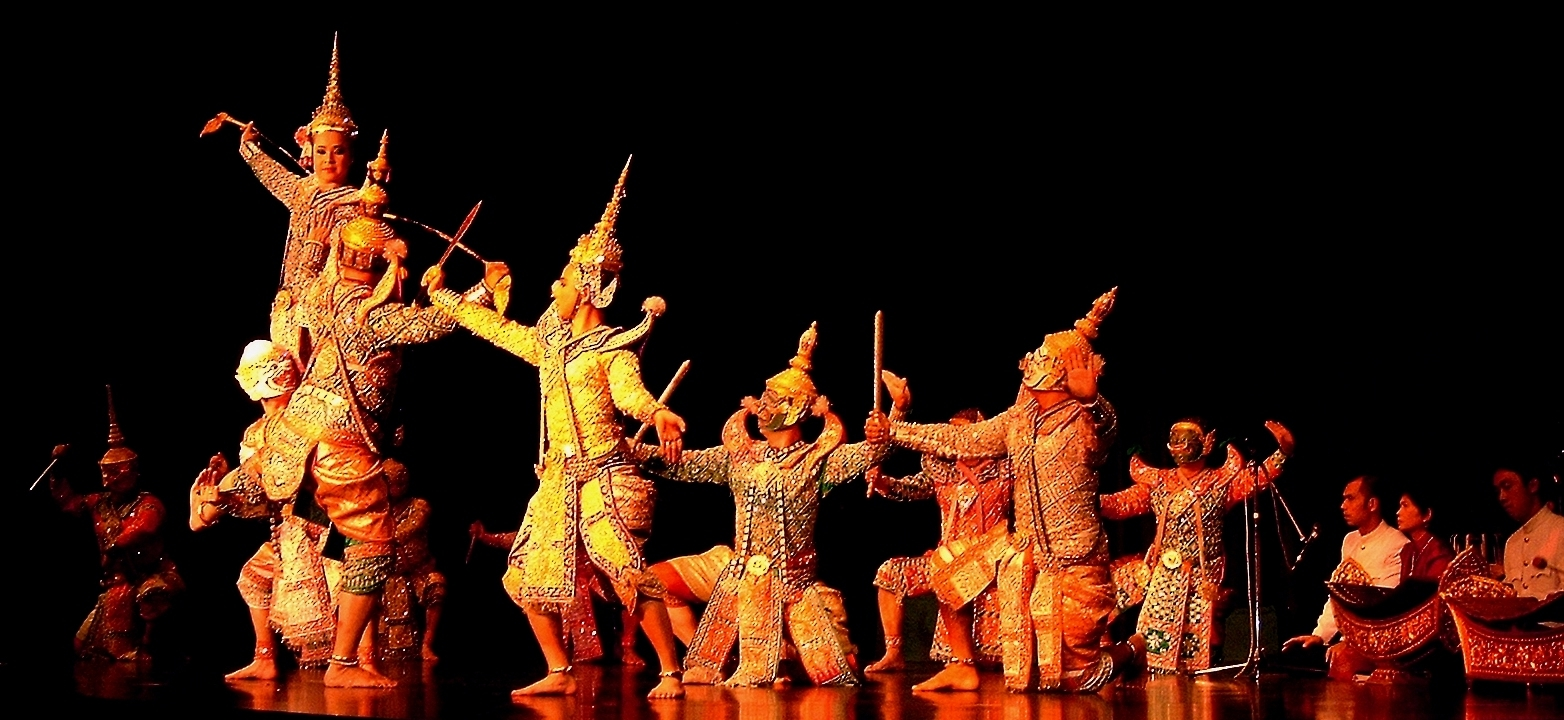
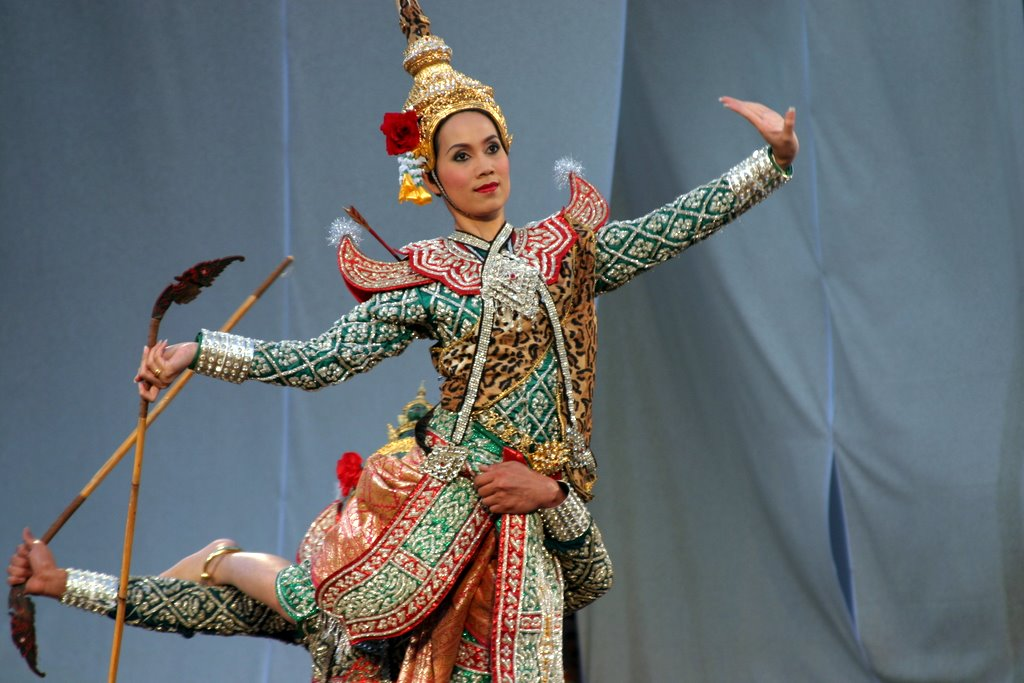
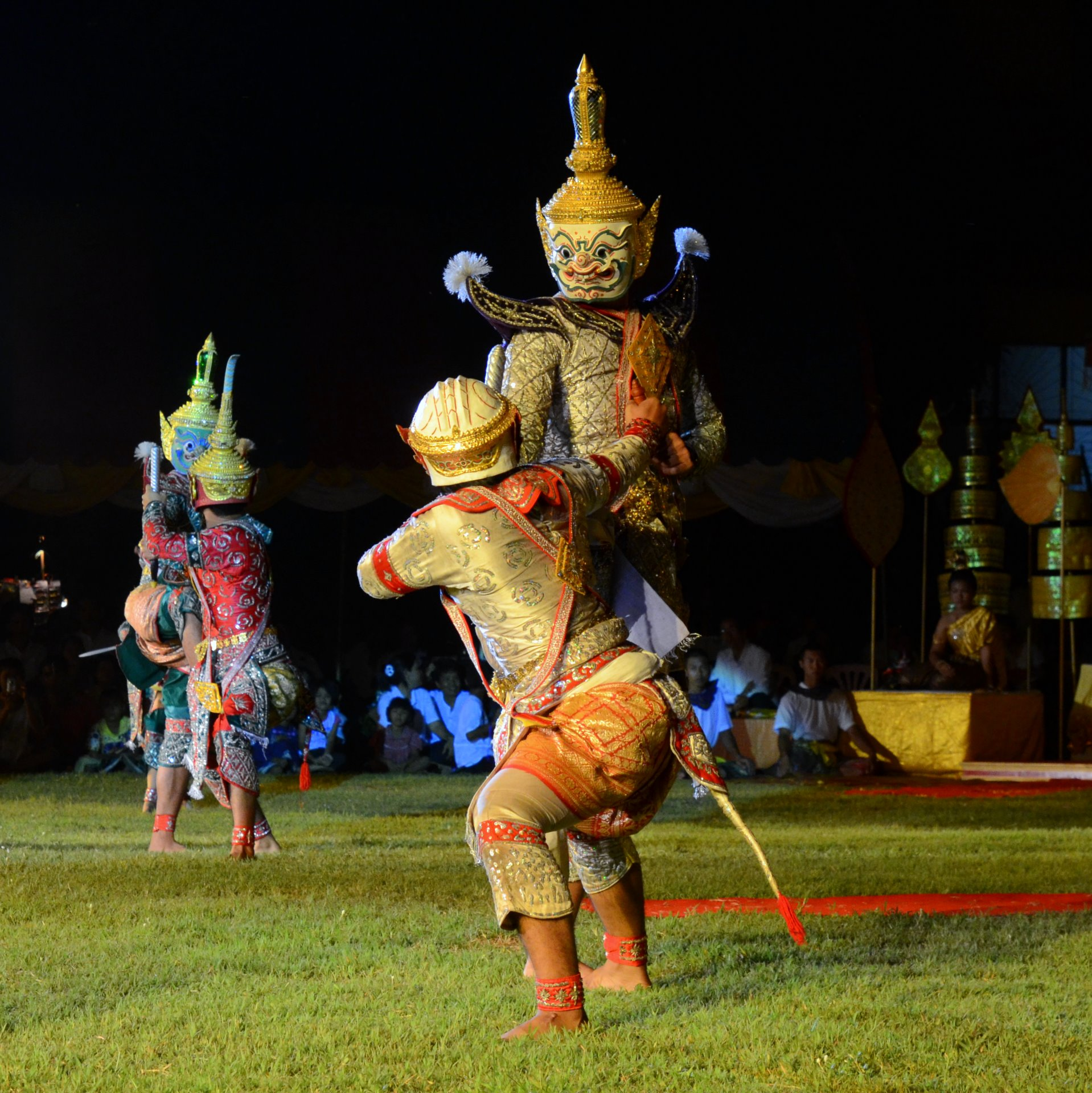
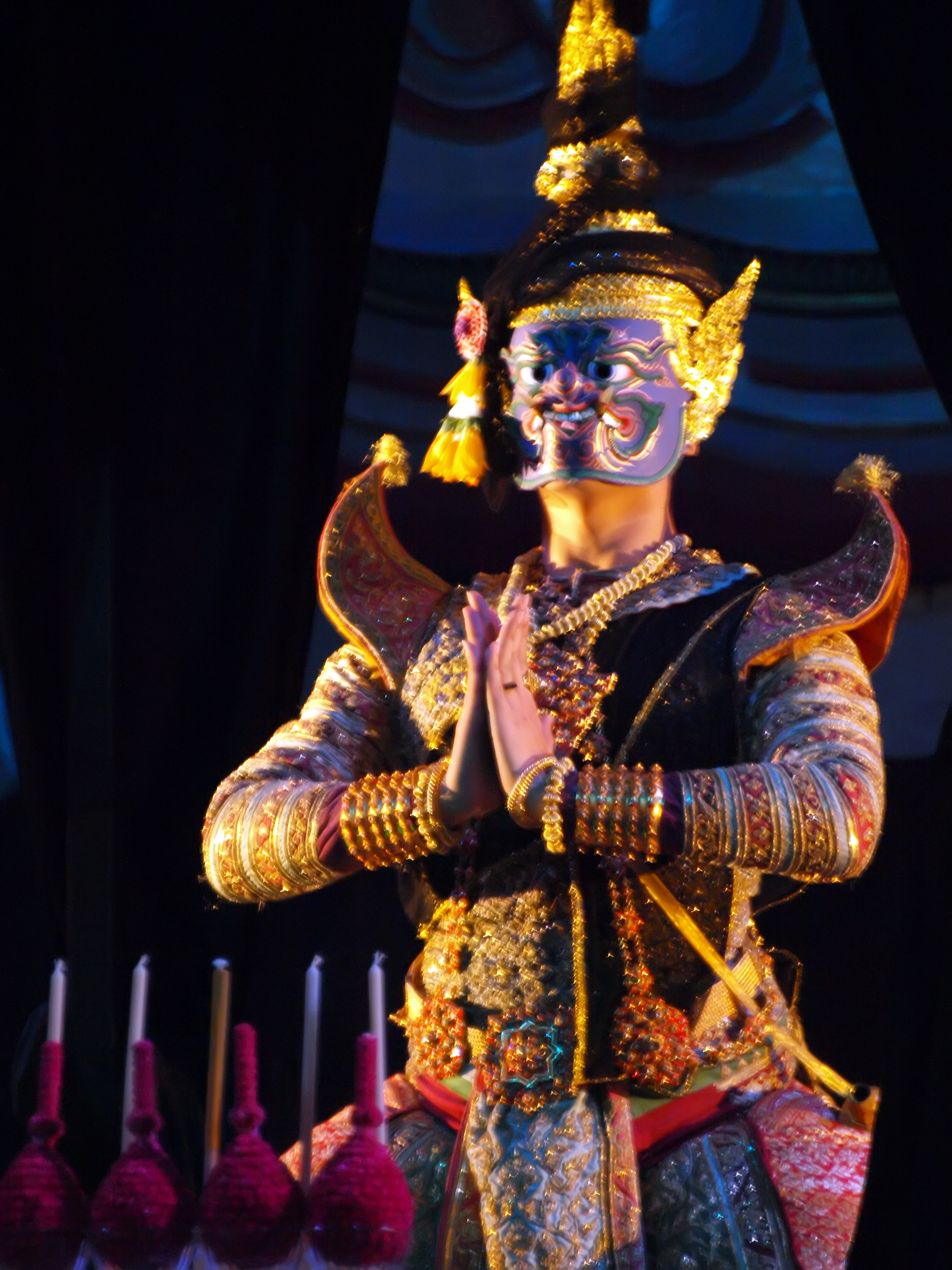
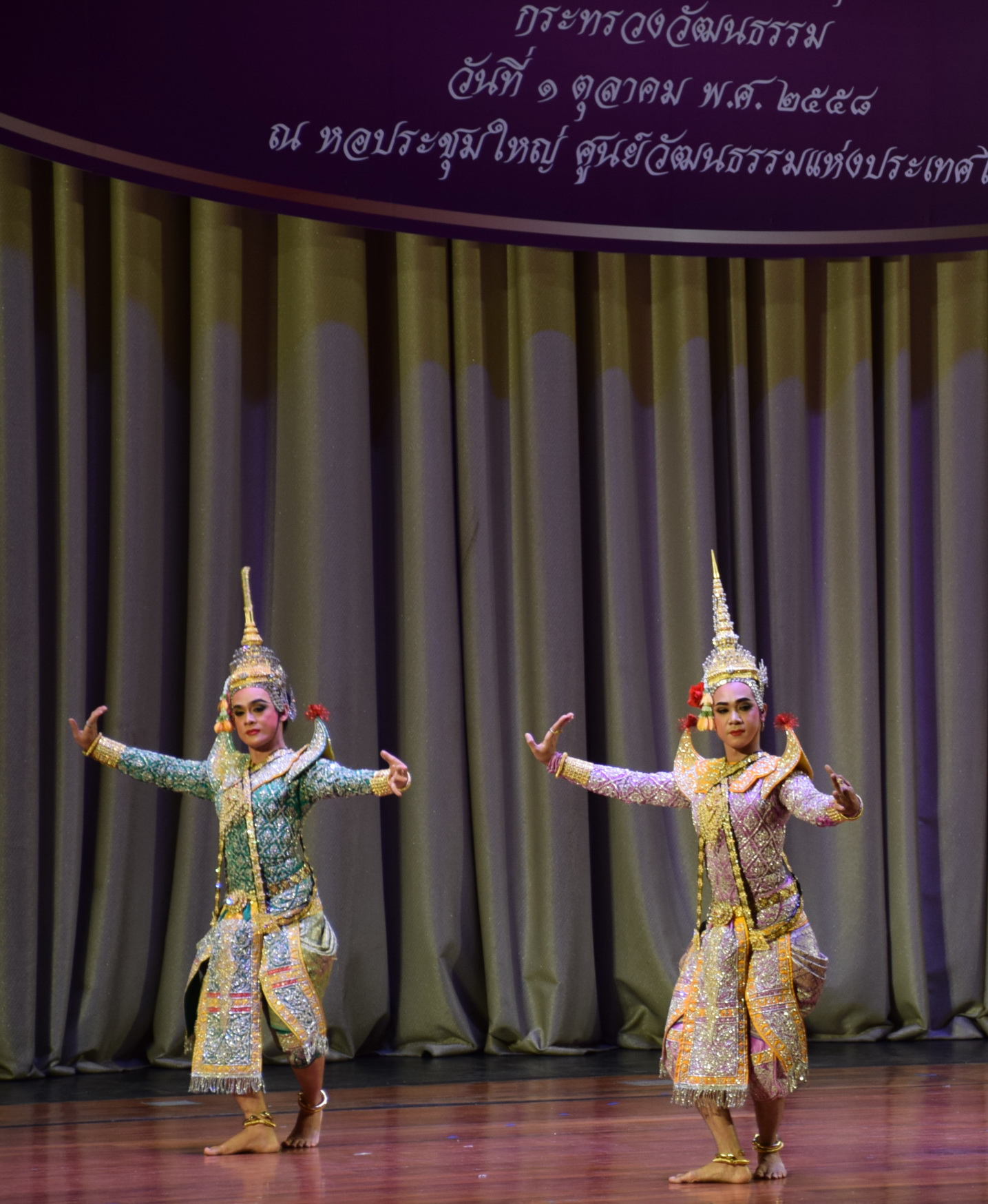
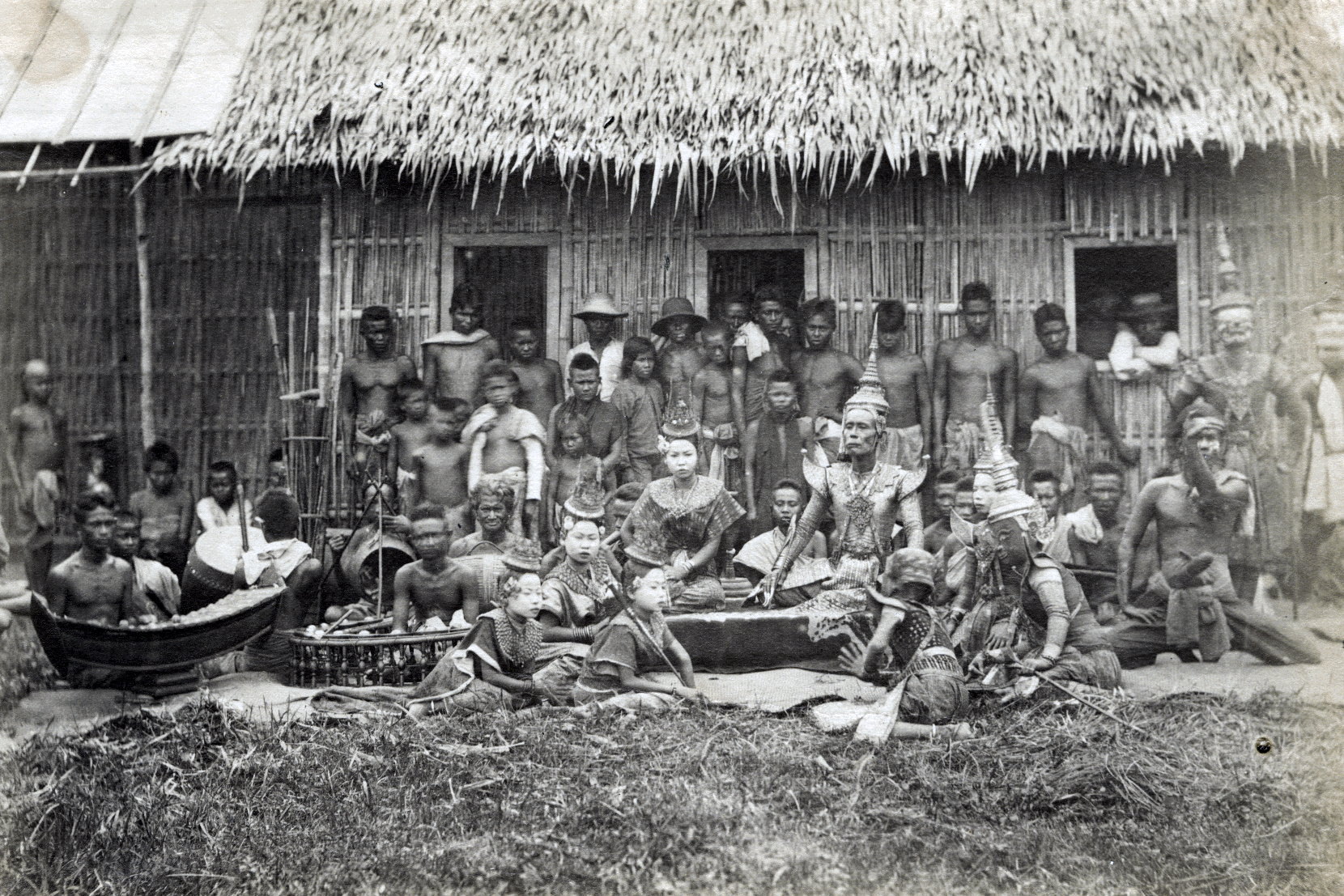
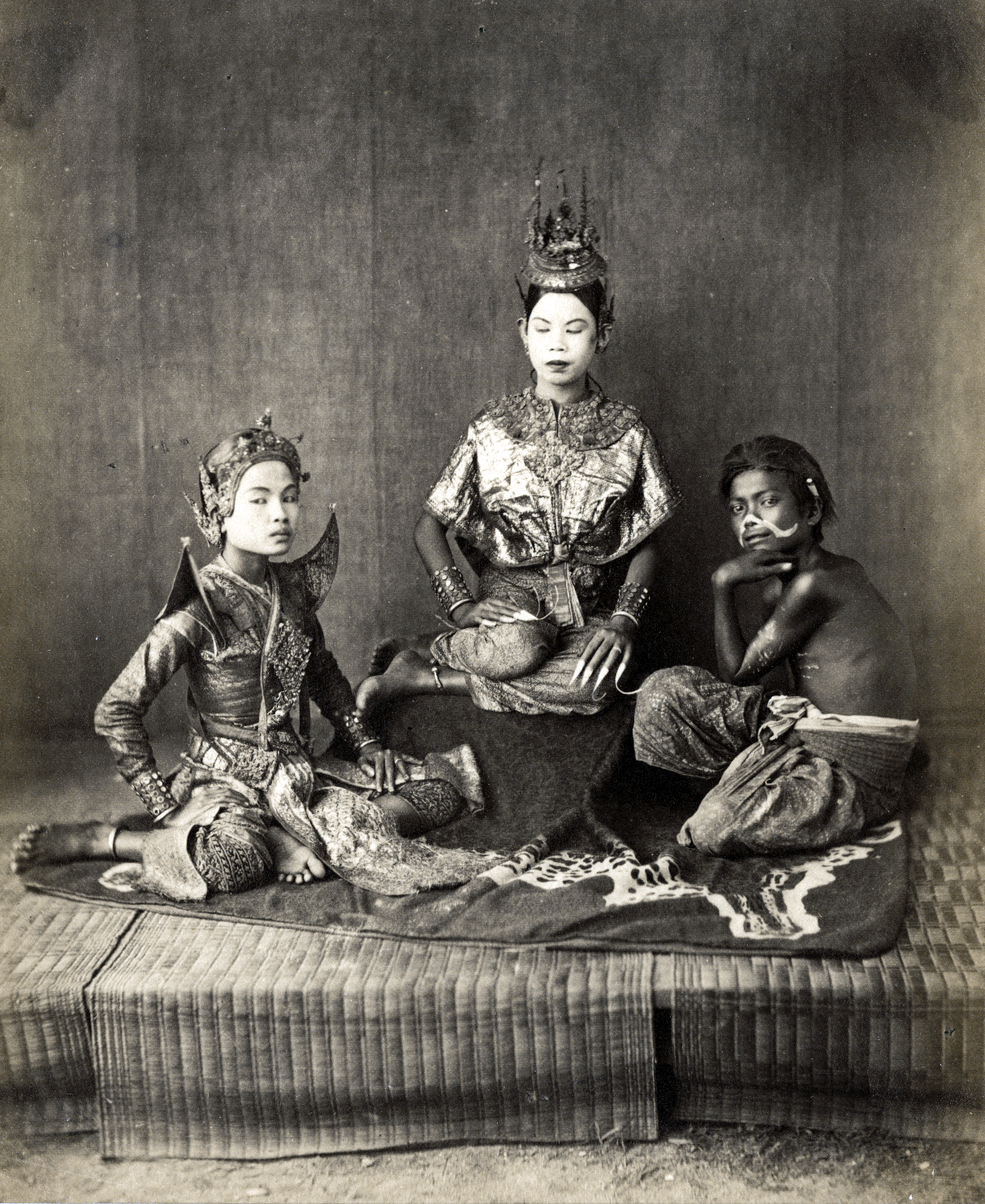
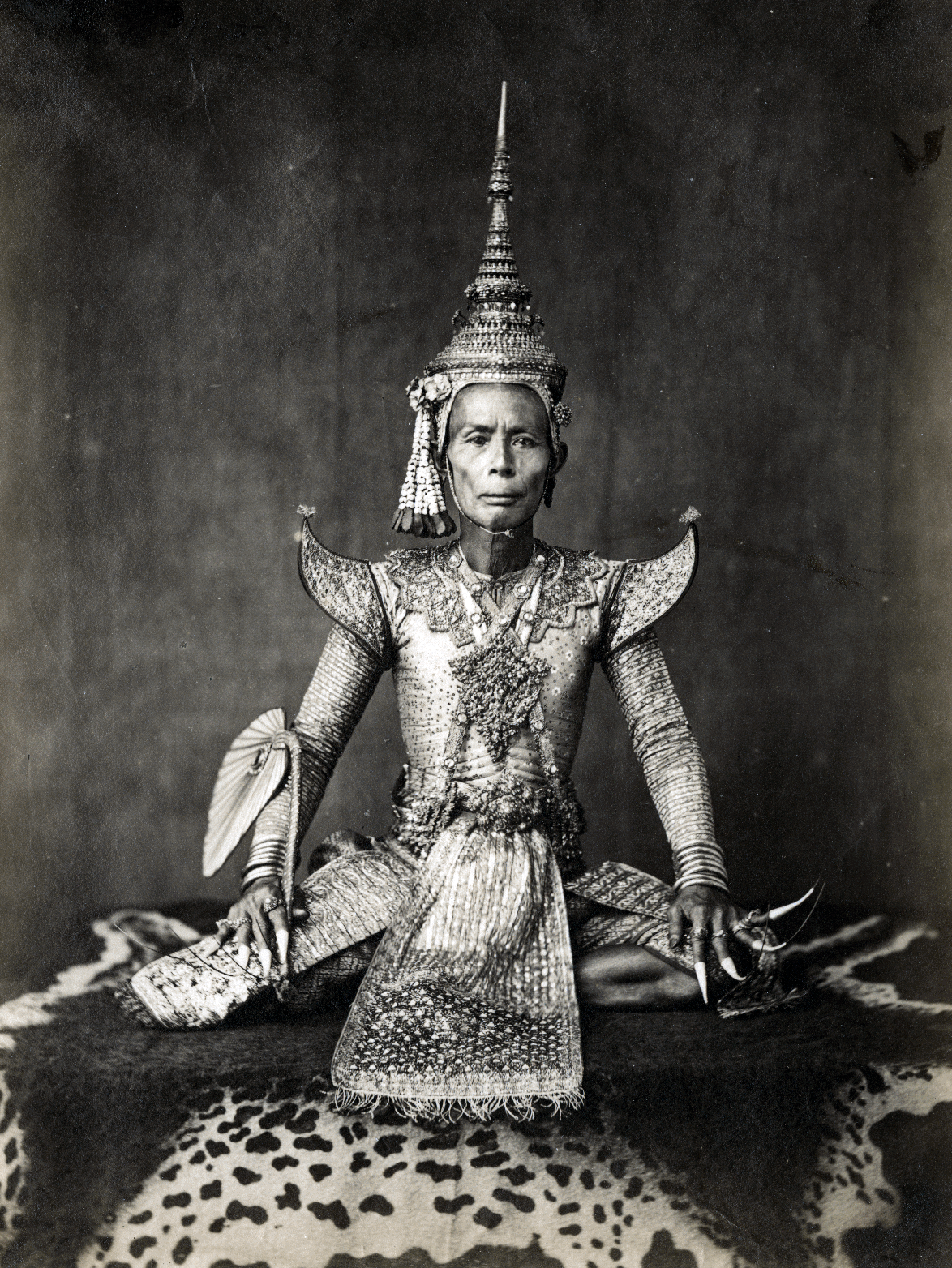
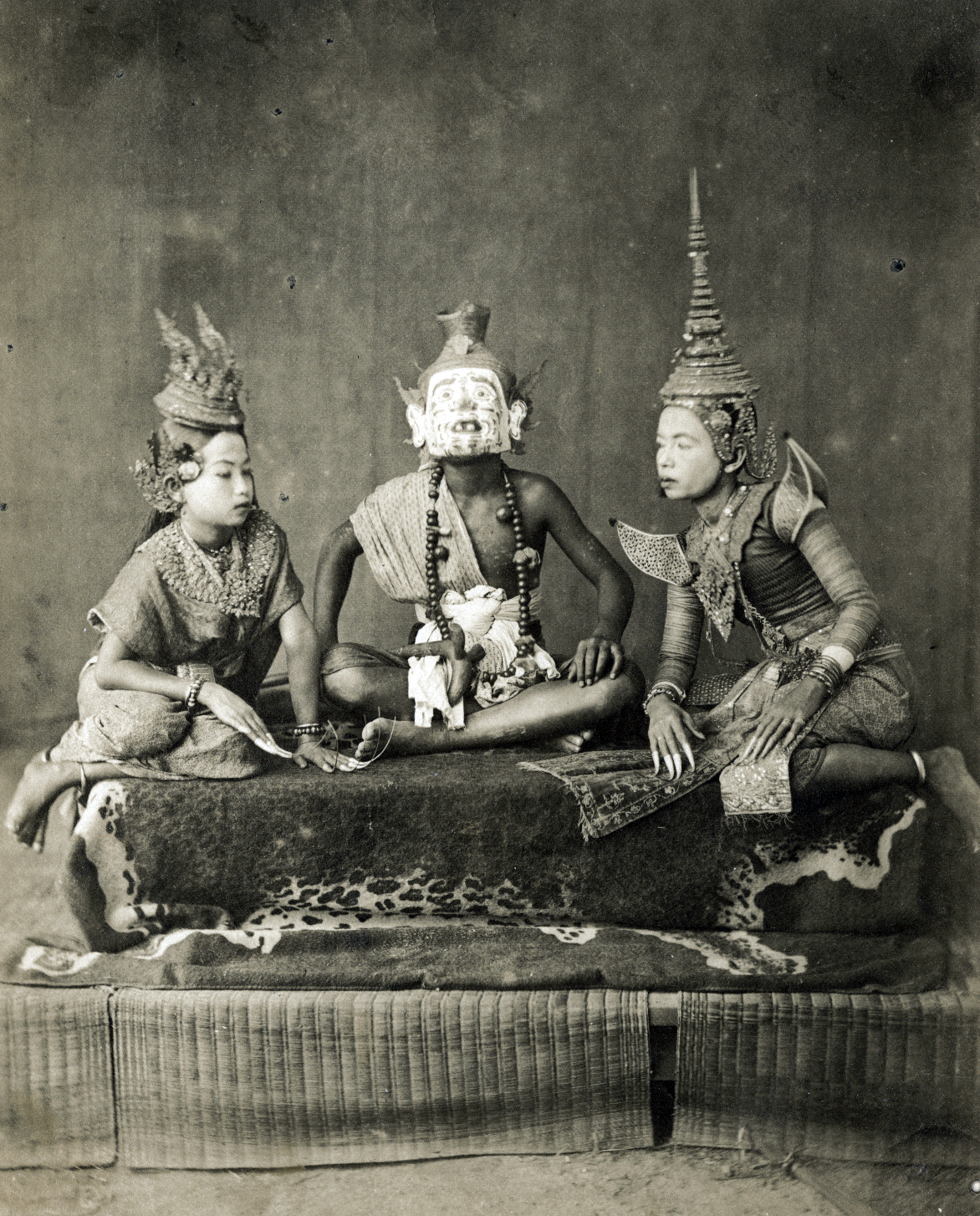